# Tethina nigriseta
Tethina nigriseta är en tvåvingeart som beskrevs av Malloch 1924. Tethina nigriseta ingår i släktet Tethina och familjen Canacidae. Inga underarter finns listade i Catalogue of Life.